# Llista dels tractats del Consell d'Europa
La llista dels tractats del Consell d'Europa presenta els tractats internacionals en forma d'acords, convenis i protocols ordenats pel número de sèrie dels tractats d'aquesta organització internacional.
Els convenis i acords oberts a la signatura entre 1949 i 2003 s'han publicat en la Sèrie dels Tractats Europeus, STE, que inclou de l'STE núm. 1 a l'STE núm. 193 inclòs. A partir de 2004, s'ha modificat per la Sèrie dels Tractats del Consell d'Europa, STCE, que inclou els convenis i acords a partir de l'STCE núm. 194. És a dir, el número amb què es presenten els tractats equival a l'STE del núm. 1 al núm. 193 i a l'STCE a partir del núm. 194.
A més, s'hi inclou informació de la situació dels tractats als Estats membres del Consell d'Europa amb territoris que formen part, parcialment o totalment, dels Països Catalans, que són, per ordre alfabètic, el Principat d'Andorra (AND), l'Estat espanyol (ESP), l'Estat francès (FRA) i l'Estat italià (ITA). Així mateix, s'indica si el tractat no s'ha signat ni ratificat (-), si s'ha signat (S), o si s'ha ratificat (R), cas en què el tractat està en vigor i s'aplica. També s'hi especifica si el tractat s'ha ratificat, però posteriorment s'ha revocat (R-R) o s'ha suspès (R-S), casos en què el tractat ha deixat de tenir efecte.
| STE STCE | Nom del tractat | Lloc d'obertura          | Data d'obertura | Entrada en vigor | AND | ESP | FRA | ITA |
| -------- | --- | ------------------------ | --------------- | ---------------- | --- | --- | --- | --- |
| 001      | Estatut del Consell d'Europa | Londres                  | 05.05.1949      | 03.08.1949       | R   | R   | R   | R   |
| 002      | Acord general sobre els privilegis i les immunitats del Consell d'Europa | París                    | 02.09.1949      | 10.09.1952       | R   | R   | R   | R   |
| 005      | Conveni per a la salvaguarda dels drets humans i les llibertats fonamentals | Roma                     | 04.11.1950      | 03.09.1953       | R   | R   | R   | R   |
| 009      | Protocol addicional al Conveni per a la salvaguarda dels drets humans i les llibertats fonamentals | París                    | 20.03.1952      | 18.05.1954       | R   | R   | R   | R   |
| 010      | Protocol addicional a l'Acord general sobre els privilegis i les immunitats del Consell d'Europa | Estrasburg               | 06.11.1952      | 11.07.1956       | R   | R   | R   | R   |
| 012      | Acord interí europeu sobre els règims de seguretat social relatius a la vellesa, la invalidesa i la viduïtat | París                    | 11.12.1953      | 01.07.1954       | -   | R   | R   | R   |
| 012A     | Protocol addicional de l'Acord interí europeu sobre els règims de seguretat social relatius a la vellesa, la invalidesa i la viduïtat                                                                                            | París                    | 11.12.1953      | 01.10.1954       | -   | R   | R   | R   |
| 013      | Acord interí europeu sobre la seguretat social, excloent-ne la vellesa, la invalidesa i la viduïtat | París                    | 11.12.1953      | 01.07.1954       | -   | R   | R   | R   |
| 013A     | Protocol addicional de l'Acord interí europeu sobre la seguretat social, excloent-ne la vellesa, la invalidesa i la viduïtat | París                    | 11.12.1953      | 01.10.1954       | -   | R   | R   | R   |
| 014      | Conveni europeu d'assistència social i mèdica | París                    | 11.12.1953      | 01.07.1954       | -   | R   | R   | R   |
| 014A     | Protocol addicional al Conveni europeu d'assistència social i mèdica | París                    | 11.12.1953      | 01.07.1954       | -   | R   | R   | R   |
| 015      | Conveni europeu sobre l'equivalència dels diplomes que donen accés als establiments universitaris | París                    | 11.12.1953      | 20.04.1954       | -   | R   | R   | R   |
| 016      | Conveni europeu relatiu a les formalitats prescrites per a sol·licituds de patents | París                    | 11.12.1953      | 01.06.1955       | -   | R   | R-R | R-R |
| 017      | Conveni europeu sobre la classificació internacional de patents per a invents | París                    | 19.12.1954      | 01.08.1955       | -   | R-R | R-R | R-R |
| 018      | Conveni cultural europeu | París                    | 19.12.1954      | 05.05.1955       | R   | R   | R   | R   |
| 019      | Conveni europeu d'establiment | París                    | 13.12.1955      | 23.02.1965       | -   | -   | S   | R   |
| 020      | Acord sobre l'intercanvi de mutilats de guerra entre països membres del Consell d'Europa per a un tractament mèdic | París                    | 13.12.1955      | 01.01.1956       | -   | -   | R   | R   |
| 021      | Conveni europeu sobre l'equivalència dels períodes d'estudis universitaris | París                    | 15.12.1956      | 18.09.1957       | -   | R   | R   | R   |
| 022      | Segon protocol addicional a l'Acord general sobre privilegis i les immunitats del Consell d'Europa | París                    | 15.12.1956      | 15.12.1956       | -   | R   | R   | R   |
| 023      | Conveni europeu per a la resolució pacífica dels conflictes | Estrasburg               | 29.04.1957      | 30.04.1958       | -   | -   | S   | R   |
| 024      | Conveni europeu d'extradició | París                    | 13.12.1957      | 18.04.1960       | R   | R   | R   | R   |
| 025      | Acord europeu sobre el règim de circulació de persones entre els estats membres del Consell d'Europa | París                    | 13.12.1957      | 01.01.1958       | -   | R   | R   | R   |
| 026      | Acord europeu sobre l'intercanvi de substàncies terapèutiques d'origen humà | París                    | 15.12.1958      | 01.01.1959       | -   | R   | R   | R   |
| 027      | Acord europeu sobre l'intercanvi de programes per mitjà de pel·lícules de televisió | París                    | 15.12.1958      | 01.07.1961       | -   | R   | R   | S   |
| 028      | Tercer protocol addicional a l'Acord general sobre privilegis i les immunitats del Consell d'Europa | Estrasburg               | 06.03.1959      | 15.03.1963       | -   | R   | R   | R   |
| 029      | Conveni europeu relatiu a l'assegurança obligatòria de la responsabilitat civil en matèria de vehicles automotors | Estrasburg               | 20.04.1959      | 22.09.1969       | -   | -   | S   | S   |
| 030      | Conveni europeu d'assistència judicial en matèria penal | Estrasburg               | 20.04.1959      | 12.06.1962       | R   | R   | R   | R   |
| 031      | Acord europeu relatiu a la supressió de visats per als refugiats | Estrasburg               | 20.04.1959      | 04.09.1960       | -   | R   | R-S | R   |
| 032      | Conveni europeu sobre el reconeixement acadèmic de les qualitficacions universitàries | París                    | 14.12.1959      | 27.11.1961       | -   | R   | R   | R   |
| 033      | Acord per a la importació temporal lliure de drets de duana, gratuïtament i amb finalitats diagnòstiques o terapèutiques, d'equips mèdics, quirúrgics i de laboratori destinats a establiments de salut                          | Estrasburg               | 28.04.1960      | 29.07.1960       | -   | R   | R   | R   |
| 034      | Acord europeu per a la protecció de les emissions de televisió | Estrasburg               | 22.06.1960      | 01.07.1961       | -   | R-R | R   | S   |
| 036      | Quart protocol addicional a l'Acord general sobre els privilegis i les immunitats del Consell d'Europa | París                    | 16.12.1961      | 16.12.1961       | -   | R   | R   | R   |
| 037      | Acord europeu sobre circulació de joves proveïts de passaports col·lectius entre els països membres del Consell d'Europa | París                    | 16.12.1961      | 17.01.1962       | -   | R   | R   | R   |
| 038      | Acord europeu sobre assistència mèdica mútua en el camp de tractaments especials i recursos termoclimàtics | Estrasburg               | 14.05.1962      | 15.06.1962       | -   | -   | -   | R   |
| 039      | Acord europeu sobre l'intercanvi de reactius per a la determinació dels grups sanguinis | Estrasburg               | 14.05.1962      | 14.10.1962       | -   | R   | R   | R   |
| 040      | Acord entre els Estats membres del Consell d'Europa sobre l'assignació als paralítics de guerra militars i civils d'un llibre internacional de cupons per a la reparació d'aparells ortopèdics i protèsics                       | París                    | 17.12.1962      | 27.12.1963       | -   | -   | R   | R   |
| 041      | Conveni sobre la responsabilitat dels hotelers quant als objectes que porten els viatgers | París                    | 17.12.1962      | 15.02.1967       | -   | -   | R   | R   |
| 042      | Acord relatiu a l'aplicació del Conveni europeu sobre l'arbitratge comercial internacional | París                    | 17.12.1962      | 25.01.1965       | -   | -   | R   | R   |
| 043      | Conveni sobre la reducció dels casos de pluralitat de nacionalitats i les obligacions militars en cas de pluralitat de nacionalitats                                                                                             | Estrasburg               | 06.05.1963      | 28.03.1968       | -   | R   | R   | R   |
| 044      | Protocol núm. 2 al Conveni per a la salvaguarda dels drets humans i les llibertats fonamentals, que atribueix al Tribunal Europeu dels Drets Humans la competència d'emetre opinions consultives                                 | Estrasburg               | 06.05.1963      | 21.09.1970       | R   | R   | R   | R   |
| 045      | Protocol núm. 3 al Conveni per a la salvaguarda dels drets humans i les llibertats fonamentals que esmena els articles 29, 30 i 34 de Conveni                                                                                    | Estrasburg               | 06.05.1963      | 21.09.1970       | R   | R   | R   | R   |
| 046      | Protocol núm. 4 al Conveni per a la salvaguarda dels drets humans i les llibertats fonamentals, que reconeix certs drets i llibertats altres que els que ja figuren en el Conveni                                                | Estrasburg               | 16.09.1963      | 02.05.1968       | R   | R   | R   | R   |
| 047      | Conveni sobre la unificació de certs elements de la llei de patents d'invents | Estrasburg               | 27.11.1963      | 01.08.1980       | -   | -   | R   | R   |
| 048      | Codi europeu de seguretat social | Estrasburg               | 16.04.1964      | 17.03.1968       | -   | R   | R   | R   |
| 048A     | Protocol al Codi europeu de seguretat social | Estrasburg               | 16.04.1964      | 17.03.1968       | -   | -   | S   | S   |
| 049      | Protocol addicional al Conveni europeu sobre l'equivalència dels diplomes que donen accés als establiments universitaris | Estrasburg               | 03.06.1964      | 04.07.1964       | -   | -   | R   | R   |
| 050      | Conveni relatiu a l'elaboració d'una farmacopea europea | Estrasburg               | 22.07.1964      | 08.05.1974       | -   | R   | R   | R   |
| 051      | Conveni europeu relatiu a la vigilància de les persones condemnades o en llibertat condicional | Estrasburg               | 30.11.1964      | 22.08.1975       | -   | -   | R   | R   |
| 052      | Conveni europeu per a la repressió dels delictes de trànsit | Estrasburg               | 30.11.1964      | 18.07.1972       | -   | -   | R   | S   |
| 053      | Acord europeu per a la repressió de les emissions de radiodifusió efectuades des d'estacions de fora dels territoris nacionals                                                                                                   | Estrasburg               | 22.01.1965      | 19.10.1967       | -   | R   | R   | R   |
| 054      | Protocol a l'Acord europeu per a la protecció de les emissions de televisió | Estrasburg               | 22.01.1965      | 24.03.1965       | -   | R-R | R   | -   |
| 055      | Protocol núm. 5 al Conveni per a la salvaguarda dels drets humans i les llibertats fonamentals, d'esmena dels articles 22 i 40 del Conveni                                                                                       | Estrasburg               | 20.01.1966      | 20.12.1971       | R   | R   | R   | R   |
| 056      | Conveni europeu sobre una llei uniforme d'arbitratge | Estrasburg               | 20.01.1966      | - - -            | -   | -   | -   | -   |
| 057      | Conveni europeu sobre l'establiment d'empreses | Estrasburg               | 20.01.1966      | - - -            | -   | -   | -   | S   |
| 058      | Conveni europeu en matèria d'adopció d'infants | Estrasburg               | 24.04.1967      | 26.04.1968       | -   | -   | S   | R   |
| 059      | Acord europeu sobre la instrucció i la formació de les infermeres | Estrasburg               | 25.10.1967      | 07.08.1969       | -   | -   | R   | R   |
| 060      | Conveni europeu sobre bons en moneda estrangera | París                    | 11.12.1967      | - - -            | -   | -   | S   | -   |
| 061      | Conveni europeu sobre les funcions consulars | París                    | 11.12.1967      | 09.06.2011       | -   | R   | -   | S   |
| 061A     | Protocol al Conveni europeu sobre les funcions consulars en relació amb la protecció dels refugiats | París                    | 11.12.1967      | - - -            | -   | -   | -   | S   |
| 061B     | Protocol al Conveni europeu sobre funcions consulars en relació amb les funcions consulars en l'aviació civil | París                    | 11.12.1967      | - - -            | -   | R   | -   | S   |
| 062      | Conveni europeu en l'àmbit d'informació del dret estranger | Londres                  | 07.06.1968      | 17.12.1969       | -   | R   | R   | R   |
| 063      | Convenció Europea sobre la supressió de la legalització de documents redactats per agents diplomàtics o consulars | Londres                  | 07.06.1968      | 14.08.1970       | -   | R   | R   | R   |
| 064      | Acord europeu sobre la limitació de l'ús de determinats detergents en productes de rentatge i neteja | Estrasburg               | 16.09.1968      | 16.02.1971       | -   | R   | R   | R   |
| 065      | Conveni europeu per a la protecció dels animals durant el transport internacional | París                    | 13.12.1968      | 20.02.1971       | -   | R   | R   | R   |
| 066      | Conveni europeu sobre la protecció del patrimoni arqueològic | Londres                  | 06.05.1969      | 20.11.1970       | -   | R-R | R-R | R   |
| 067      | Acord europeu relatiu a les persones participants als procediments davant la Comissió i el Tribunal Europeu de Drets Humans | Londres                  | 06.05.1969      | 17.04.1971       | -   | R   | R   | R   |
| 068      | Acord europeu sobre la col·locació 'au-pair' | Estrasburg               | 24.11.1969      | 30.05.1971       | -   | R   | R   | R   |
| 069      | Acord europeu sobre el manteniment del pagament de beques als estudiants que segueixin estudis a l'estranger | París                    | 12.12.1969      | 02.10.1971       | -   | R   | R   | -   |
| 070      | Conveni europeu sobre el valor internacional de les sentències penals | la Haia                  | 28.05.1970      | 26.07.1974       | -   | R   | -   | S   |
| 071      | Conveni europeu sobre el repatriació de menors | la Haia                  | 28.05.1970      | 28.07.2015       | -   | -   | S   | R   |
| 072      | Conveni sobre l'oposició a títols al portador en la circulació internacional | la Haia                  | 28.05.1970      | 11.02.1979       | -   | -   | R-R | -   |
| 073      | Conveni europeu sobre la transmissió de procediments en matèria penal | Estrasburg               | 15.05.1972      | 30.03.1978       | -   | R   | -   | S   |
| 074      | Conveni europeu de la immunitat estatal | Basilea                  | 16.05.1972      | 11.06.1976       | -   | -   | -   | -   |
| 074A     | Protocol addicional al Conveni europeu de la immunitat estatal | Basilea                  | 16.05.1972      | 22.05.19         | -   | -   | -   | -   |
| 075      | Conveni europeu sobre el lloc de pagament de les obligacions monetàries | Basilea                  | 16.05.1972      | - - -            | -   | -   | -   | -   |
| 076      | Conveni europeu sobre el càlcul de terminis | Basilea                  | 16.05.1972      | 28.04.1983       | -   | -   | S   | S   |
| 077      | Conveni relatiu a l'establiment d'un sistema d'inscripció de testaments | Basilea                  | 16.05.1972      | 20.03.1976       | -   | R   | R   | R   |
| 078      | Conveni europeu de seguretat social | París                    | 14.12.1972      | 01.03.1977       | -   | R   | S   | R   |
| 078A     | Acord complementari per a l'aplicació del Conveni europeu de seguretat social | París                    | 14.12.1972      | 01.03.1977       | -   | R   | S   | R   |
| 079      | Conveni europeu sobre responsabilitat civil per danys provocats per vehicles de motor | Estrasburg               | 14.05.1973      | - - -            | -   | -   | -   | -   |
| 080      | Acord sobre el trasllat de cossos de persones mortes | Estrasburg               | 26.10.1973      | 11.11.1975       | R   | R   | R   | -   |
| 081      | Protocol addicional al Protocol a l'Acord europeu per a la protecció de les emissions de televisió | Estrasburg               | 14.01.1974      | 31.12.1974       | -   | R   | R   | -   |
| 082      | Convenció europea sobre la imprescriptibilitat dels crims contra la humanitat i els crims de guerra | Estrasburg               | 25.01.1974      | 27.06.2003       | -   | -   | S   | -   |
| 083      | Conveni europeu sobre la protecció social dels agricultors | Estrasburg               | 06.05.1974      | 17.06.1977       | -   | R   | S   | R   |
| 084      | Acord europeu sobre l'intercanvi de reactius per a la determinació de grups tissulars | Estrasburg               | 17.09.1974      | 23.04.1977       | -   | -   | R   | R   |
| 085      | Conveni europeu sobre l'estatut jurídic dels infants nascuts fora del matrimoni | Estrasburg               | 15.10.1975      | 11.08.1978       | -   | -   | S   | S   |
| 086      | Protocol addicional al Conveni europeu d'extradició | Estrasburg               | 15.10.1975      | 20.08.1979       | R   | R   | -   | -   |
| 087      | Conveni europeu per a la protecció dels animals en explotacions ramaderes | Estrasburg               | 10.03.1976      | 10.09.1978       | -   | R   | R   | R   |
| 088      | Conveni europeu sobre els efectes internacionals de la retirada del dret de conduir un vehicle de motor | Brussel·les              | 03.06.1976      | 28.04.1983       | -   | -   | S   | R   |
| 089      | Protocol addicional a l'Acord europeu sobre l'intercanvi de reactius per a la determinació de grups tissulars | Estrasburg               | 24.06.1976      | 23.04.1977       | -   | -   | R   | -   |
| 090      | Conveni europeu per a la repressió del terrorisme | Estrasburg               | 27.01.1977      | 04.08.1978       | S   | R   | R   | R   |
| 091      | Conveni Europeu sobre la responsabilitat per productes en cas de lesions corporals o mort | Estrasburg               | 27.01.1977      | - - -            | -   | -   | S   | -   |
| 092      | Acord europeu sobre la transmissió de sol·licituds d'assistència jurídica | Estrasburg               | 27.01.1977      | 28.02.1977       | -   | R   | R   | R   |
| 093      | Conveni europeu sobre l'estatut jurídic del treballador migrant | Estrasburg               | 24.11.1977      | 01.05.1983       | -   | R   | R   | R   |
| 094      | Conveni europeu sobre la notificació a l'estranger de documents en matèria administrativa | Estrasburg               | 24.11.1977      | 01.11.1982       | -   | R   | R   | R   |
| 095      | Protocol d'esmena al Conveni sobre la reducció dels casos de pluralitat de nacionalitats i les obligacions militars en cas de pluralitat de nacionalitats                                                                        | Estrasburg               | 24.11.1977      | 08.09.1978       | -   | R   | S   | -   |
| 096      | Protocol addicional al Conveni sobre la reducció dels casos de pluralitat de nacionalitats i les obligacions militars en cas de pluralitat de nacionalitats                                                                      | Estrasburg               | 24.11.1977      | 17.10.1983       | -   | -   | S   | -   |
| 097      | Protocol addicional al Conveni europeu en l'àmbit d'informació del dret estranger | Estrasburg               | 15.03.1978      | 31.08.1979       | -   | R   | R   | R   |
| 098      | Segon protocol addicional al Conveni europeu d'extradició | Estrasburg               | 17.03.1978      | 05.06.1983       | -   | R   | S   | R   |
| 099      | Protocol addicional al Conveni europeu d'assistència judicial en matèria penal | Estrasburg               | 17.03.1978      | 12.04.1982       | -   | R   | R   | R   |
| 100      | Conveni europeu sobre l'obtenció a l'estranger d'informació i proves en matèria administrativa | Estrasburg               | 15.03.1978      | 01.01.1983       | -   | -   | -   | R   |
| 101      | Conveni europeu sobre el control de l'adquisició i possessió d'armes de foc per particulars | Estrasburg               | 28.06.1978      | 01.07.1982       | -   | S   | -   | R   |
| 102      | Conveni europeu per a la protecció dels animals per al sacrifici | Estrasburg               | 10.05.1979      | 11.06.1982       | -   | -   | S   | R   |
| 103      | Protocol addicional al Conveni europeu per a la protecció dels animals durant el transport internacional | Estrasburg               | 10.05.1979      | 07.11.1989       | -   | R   | R   | R   |
| 104      | Conveni relatiu a la conservació de la vida salvatge i el medi natural d'Europa | Berna                    | 19.09.1979      | 01.06.1982       | R   | R   | R   | R   |
| 105      | Conveni europeu sobre el reconeixement i l'execució de les decisions relatives a la custòdia de menors i el restabliment d'aquesta custòdia                                                                                      | Luxemburg                | 20.05.1980      | 01.09.1983       | R   | R   | R   | R   |
| 106      | Conveni marc europeu sobre la cooperació transfronterera entre comunitats o autoritats territorials | Madrid                   | 21.05.1980      | 22.12.1981       | -   | R   | R   | R   |
| 107      | Acord europeu relatiu a la transferència de responsabilitat respecte dels refugiats | Estrasburg               | 16.10.1980      | 01.12.1980       | -   | R   | -   | R   |
| 108      | Conveni per a la protecció de les persones pel que fa al tractament automatitzat de les dades de caràcter personal | Estrasburg               | 28.01.1981      | 01.10.1985       | R   | R   | R   | R   |
| 109      | Protocol addicional de l'Acord europeu sobre l'intercanvi de substàncies terapèutiques d'origen humà | Estrasburg               | 01.01.1983      | 01.01.1985       | -   | -   | R   | R   |
| 110      | Protocol addicional a l'Acord per a la importació temporal lliure de drets de duana, gratuïtament i amb finalitats diagnòstiques o terapèutiques, d'equips mèdics, quirúrgics i de laboratori destinats a establiments de salut  | Estrasburg               | 01.01.1983      | 01.01.1985       | -   | R   | R   | R   |
| 111      | Protocol addicional a l'Acord europeu sobre l'intercanvi de reactius per a la determinació dels grups sanguinis | Estrasburg               | 01.01.1983      | 01.01.1985       | -   | R   | R   | R   |
| 112      | Conveni sobre el trasllat de persones condemnades | Estrasburg               | 21.03.1983      | 01.07.1985       | R   | R   | R   | R   |
| 113      | Protocol addicional al Protocol a l'Acord europeu per a la protecció de les emissions de televisió | Estrasburg               | 21.03.1983      | 01.01.1985       | -   | R   | R   | -   |
| 114      | Protocol núm. 6 al Conveni per a la salvaguarda dels drets humans i les llibertats fonamentals relatiu a l'abolició de la pena de mort                                                                                           | Estrasburg               | 28.04.1983      | 01.03.1985       | R   | R   | R   | R   |
| 115      | Protocol d'esmena a l'Acord europeu sobre la limitació de l'ús de determinats detergents en productes de rentatge i neteja | Estrasburg               | 25.10.1983      | 01.11.1984       | -   | R   | -   | -   |
| 116      | Conveni europeu sobre la indemnització de les víctimes de delictes violents | Estrasburg               | 24.11.1983      | 01.02.1988       | -   | R   | R   | -   |
| 117      | Protocol núm. 7 al Conveni per a la salvaguarda dels drets humans i les llibertats fonamentals | Estrasburg               | 22.11.1984      | 01.11.1988       | R   | R   | R   | R   |
| 118      | Protocol núm. 8 al Conveni per a la salvaguarda dels drets humans i les llibertats fonamentals | Viena                    | 19.03.1985      | 01.01.1990       | R   | R   | R   | R   |
| 119      | Conveni europeu sobre les infraccions que afecten els béns culturals | Delfos                   | 23.06.1985      | - - -            | -   | -   | -   | S   |
| 120      | Conveni europeu sobre violència i irrupcions d'espectadors amb motiu de manifestacions esportives i especialment de partits de futbol                                                                                            | Estrasburg               | 19.08.1985      | 01.11.1985       | -   | R-R | R-R | R   |
| 121      | Conveni per a la protecció del patrimoni arquitectònic d'Europa | Granada                  | 03.10.1985      | 01.12.1987       | R   | R   | R   | R   |
| 122      | Carta europea de l'autonomia local | Estrasburg               | 15.10.1985      | 01.09.1988       | R   | R   | R   | R   |
| 123      | Conveni europeu per a la protecció d'animals vertebrats utilitzats amb finalitats experimentals i altres finalitats científiques                                                                                                 | Estrasburg               | 18.03.1986      | 01.01.1991       | -   | R   | R   | -   |
| 124      | Conveni europeu sobre el reconeixement de la personalitat jurídica de les organitzacions internacionals no governamentals | Estrasburg               | 24.04.1986      | 01.01.1991       | -   | -   | R   | -   |
| 125      | Conveni europeu per a la protecció dels animals de companyia | Estrasburg               | 13.11.1987      | 01.05.1992       | -   | R   | R   | R   |
| 126      | Conveni europeu per a la prevenció de la tortura i altres penes inhumanes o degradants | Estrasburg               | 26.11.1987      | 01.02.1989       | -   | R   | R   | R   |
| 127      | Conveni sobre assistència administrativa mútua en matèria fiscal | Estrasburg               | 25.01.1988      | 01.04.1995       | R   | R   | R   | R   |
| 128      | Protocol addicional a la Carta social europea | Estrasburg               | 05.05.1988      | 04.09.1992       | -   | R   | S   | R   |
| 129      | Acord per a l'aplicació de l'Acord europeu de 17 d'octubre de 1980 sobre la concessió d'assistència mèdica a les persones en estades temporals                                                                                   | Estrasburg               | 26.05.1988      | - - -            | -   | -   | -   | -   |
| 130      | Conveni sobre les transaccions financeres 'insiders' | Estrasburg               | 20.04.1989      | 01.10.1991       | -   | -   | -   | -   |
| 131      | Tercer protocol addicional al protocol a l'Acord europeu sobre la protecció de les emissions de televisió | Estrasburg               | 20.04.1989      | - - -            | -   | -   | R   | -   |
| 132      | Conveni europeu sobre televisió transfronterera | Estrasburg               | 05.05.1989      | 01.05.1993       | -   | R   | R   | R   |
| 133      | Protocol al Conveni sobre les transaccions financeres 'insiders' | Estrasburg               | 11.09.1989      | 01.10.1991       | -   | -   | -   | -   |
| 134      | Protocol addicional al Conveni relatiu a l'elaboració d'una farmacopea europea | Estrasburg               | 16.11.1989      | 01.11.1992       | -   | R   | R   | -   |
| 136      | Conveni Europeu sobre alguns aspectes internacionals de la fallida | Istanbul                 | 05.06.1990      | - - -            | -   | -   | S   | S   |
| 137      | Cinquè protocol addicional a l'Acord general sobre els privilegis i les immunitats del Consell d'Europa | Estrasburg               | 18.06.1990      | 01.11.1991       | -   | -   | -   | R   |
| 138      | Conveni europeou sobre l'equivalència general de períodes d'estudis universitaris | Roma                     | 06.11.1990      | 01.01.1991       | -   | -   | R   | R   |
| 139      | Codi europeu de seguretat social (revisat) | Roma                     | 06.11.1990      | - - -            | -   | -   | S   | S   |
| 140      | Protocol núm. 9 al Conveni per a la salvaguarda dels drets humans i les llibertats fonamentals | Roma                     | 06.11.1990      | 01.10.1994       | -   | -   | S   | R   |
| 141      | Conveni relatiu al blanqueig, el seguiment, l'embargament i la confiscació dels productes del crim | Estrasburg               | 08.11.1990      | 01.09.1993       | R   | R   | R   | R   |
| 142      | Protocol d'esmena de la Carta social europea | Torí                     | 21.10.1991      | - - -            | -   | R   | R   | R   |
| 143      | Conveni europeu sobre la protecció del patrimoni arqueològic (revisat) | La Valetta               | 16.01.1992      | 25.05.1995       | R   | R   | R   | R   |
| 144      | Conveni sobre la participació dels estrangers en la vida pública en l'àmbit local | Estrasburg               | 05.02.1992      | 01.05.1997       | -   | -   | -   | R   |
| 145      | Protocol d'esmena al Conveni europeu per a la protecció dels animals en explotacions ramaderes | Estrasburg               | 06.02.1992      | - - -            | -   | R   | R   | -   |
| 146      | Protocol núm. 10 al Conveni per a la salvaguarda dels drets humans i les llibertats fonamentals | Estrasburg               | 25.03.1992      | - - -            | -   | -   | S   | R   |
| 147      | Conveni del Consell d'Europa sobre la coproducció cinematogràfica | Estrasburg               | 02.10.1992      | 01.04.1994       | -   | R   | R   | R   |
| 148      | Carta europea de les llengües regionals o minoritàries | Estrasburg               | 05.11.1992      | 01.03.1998       | -   | R   | S   | S   |
| 149      | Segon protocol d'esmena al Conveni sobre la reducció dels casos de pluralitat de nacionalitats i les obligacions militars en cas de pluralitat de nacionalitats                                                                  | Estrasburg               | 02.02.1993      | 24.03.1995       | -   | -   | R-R | R   |
| 150      | Conveni sobre la responsabilitat civil dels danys al medi ambient resultants d'activitats perilloses | Lugano                   | 21.06.1993      | - - -            | -   | -   | -   | S   |
| 151      | Protocol núm. 1 al Conveni europeu per a la prevenció de la tortura i altres penes inhumanes o degradants | Estrasburg               | 04.11.1993      | 01.03.2002       | R   | R   | R   | R   |
| 152      | Protocol núm. 2 al Conveni europeu per a la prevenció de la tortura i altres penes inhumanes o degradants | Estrasburg               | 04.11.1993      | 01.03.2002       | R   | R   | R   | R   |
| 153      | Conveni europeu sobre qüestions de drets d'autor i drets connexos en el marc de la transmissió transfronterera per satèl·lit | Estrasburg               | 11.05.1994      | - - -            | -   | R   | -   | -   |
| 154      | Protocol al Conveni europeu de seguretat social | Estrasburg               | 11.05.1994      | - - -            | -   | -   | -   | -   |
| 155      | Protocol núm. 11 al Conveni per a la salvaguarda dels drets humans i les llibertats fonamentals, que reestructura el mecanisme de control establert pel Conveni                                                                  | Estrasburg               | 11.05.1994      | 01.11.1998       | R   | R   | R   | R   |
| 156      | Acord sobre el tràfic il·lícit per mar, que aplica l'article 17 del Conveni de les Nacions Unides contra el tràfic il·lícit d'estupefaents i substàncies psicotròpiques                                                          | Estrasburg               | 31.01.1995      | 01.05.2000       | -   | -   | -   | S   |
| 157      | Conveni marc per a la protecció de les minories nacionals | Estrasburg               | 01.02.1995      | 01.02.1998       | -   | R   | -   | R   |
| 158      | Protocol addicional a la Carta social europea que estableix un sistema de reclamacions col·lectives | Estrasburg               | 09.11.1995      | 01.07.1998       | -   | -   | R   | R   |
| 159      | Protocol addicional al Conveni marc europeu sobre la cooperació transfronterera entre comunitats o autoritats territorials | Estrasburg               | 09.11.1995      | 01.12.1998       | -   | -   | R   | S   |
| 160      | Conveni europeu sobre l'exercici dels drets dels infants | Estrasburg               | 25.01.1996      | 01.07.2000       | -   | R   | R   | R   |
| 161      | Acord europeu sobre les persones que participen en els procediments davant el Tribunal Europeu dels Drets Humans | Estrasburg               | 05.03.1996      | 01.01.1999       | R   | R   | R   | R   |
| 162      | Sisè protocol addicional a l'Acord general sobre els privilegis i les immunitats del Consell d'Europa | Estrasburg               | 05.03.1996      | 01.11.1998       | R   | R   | R   | R   |
| 163      | Carta social europea (revisada) | Estrasburg               | 03.05.1996      | 01.07.1999       | R   | S   | R   | R   |
| 164      | Conveni per a la protecció dels drets humans i la dignitat de l'ésser humà pel que fa a les aplicacions de la biologia i la medicina: Conveni dels drets humans i la biomedicina                                                 | Oviedo                   | 04.04.1997      | 01.12.1999       | -   | R   | R   | S   |
| 165      | Conveni sobre el reconeixement de les qualificacions relatives a l'educació superior a la regió europea | Lisboa                   | 11.04.1997      | 01.02.1999       | R   | R   | R   | R   |
| 166      | Conveni europeu sobre la nacionalitat | Estrasburg               | 06.11.1997      | 01.03.2000       | -   | -   | S   | S   |
| 167      | Protocol addicional al Conveni sobre el trasllat de persones condemnades | Estrasburg               | 18.12.1997      | 01.06.2000       | -   | R   | R   | S   |
| 168      | Protocol addicional al Conveni per a la protecció dels drets humans i la dignitat de l'ésser humà pel que fa a les aplicacions de la biologia i la medicina, pel qual es prohibeix la clonació d'éssers humans                   | París                    | 12.01.1998      | 01.03.2001       | -   | R   | S   | S   |
| 169      | Protocol núm. 2 al Conveni marc europeu sobre la cooperació transfronterera entre comunitats o autoritats territorials referent sobre la cooperació interterritorial                                                             | Estrasburg               | 05.05.1998      | 01.02.2001       | -   | -   | R   | -   |
| 170      | Protocol d'esmena al Conveni europeu per a la protecció d'animals vertebrats utilitzats amb finalitats experimentals i altres finalitats científiques                                                                            | Estrasburg               | 22.06.1998      | 02.12.2005       | -   | R   | R   | -   |
| 171      | Protocol d'esmena al Conveni europeu sobre televisió transfronterera | Estrasburg               | 01.10.1998      | 01.03.2002       | -   | R   | R   | R   |
| 172      | Conveni sobre la protecció del medi ambient per part del dret penal | Estrasburg               | 04.11.1998      | - - -            | -   | -   | S   | S   |
| 173      | Conveni penal sobre la corrupció | Estrasburg               | 27.01.1999      | 01.07.2002       | R   | R   | R   | R   |
| 174      | Conveni civil sobre la corrupció | Estrasburg               | 04.11.1999      | 01.11.2003       | S   | R   | R   | R   |
| 175      | Conveni europeu sobre la promoció d'un servei voluntari transnacional a llarg termini per a joves | Estrasburg               | 11.05.2000      | - - -            | -   | -   | S   | -   |
| 176      | Conveni europeu del paisatge | Florència                | 20.10.2000      | 01.03.2004       | R   | R   | R   | R   |
| 177      | Protocol núm. 12 al Conveni per a la salvaguarda dels drets humans i les llibertats fonamentals | Roma                     | 04.11.2000      | 01.04.2005       | R   | R   | -   | S   |
| 178      | Conveni europeu sobre la protecció jurídica dels serveiis basats en, o que consisteixen en, l'accés condicional | Estrasburg               | 24.01.2001      | 01.07.2003       | -   | -   | R   | -   |
| 179      | Protocol addicional a l'Acord europeu sobre la transmissió de sol·licituds d'assistència jurídica | Moscou                   | 04.10.2001      | 01.09.2002       | -   | -   | S   | S   |
| 180      | Conveni sobre informació i cooperació jurídica en relació amb els 'serveis de la societat de la informació' | Moscou                   | 04.10.2001      | - - -            | -   | -   | -   | -   |
| 181      | Protocol addicional al Conveni sobre la protecció de les persones pel que fa al tractament automatitzat de les dades de caràcter personal, relatiu a les autoritats de control i el flux transfronterer de dades                 | Estrasburg               | 08.11.2001      | 01.07.2004       | R   | R   | R   | S   |
| 182      | Segon protocol addicional al Conveni europeu d'assistència judicial en matèria penal | Estrasburg               | 08.11.2001      | 01.02.2004       | -   | R   | R   | R   |
| 183      | Conveni europeu relatiu a la protecció del patrimoni audiovisual | Estrasburg               | 08.11.2001      | 01.01.2008       | -   | -   | R   | -   |
| 184      | Protocol al Conveni europeu relatiu a la protecció del patrimoni audiovisual, sobre la protecció de les produccions televisives                                                                                                  | Estrasburg               | 08.11.2001      | 01.04.2014       | -   | -   | R   | -   |
| 185      | Conveni sobre la cibercriminalitat | Budapest                 | 23.11.2001      | 01.07.2004       | R   | R   | R   | R   |
| 186      | Protocol addicional al Conveni per a la protecció dels drets humans i de la dignitat de l'ésser humà pel que fa a les aplicacions de la biologia i de la medicina, relatiu al trasplantament d'òrgans i de teixits d'origen humà | Estrasburg               | 24.01.2002      | 01.05.2006       | -   | R   | S   | S   |
| 187      | Protocol núm. 13 al Conveni per a la salvaguarda dels drets humans i les llibertats fonamentals, relatiu a l'abolició de la pena de mort en totes les circumstàncies                                                             | Vílnius                  | 03.05.2002      | 01.07.2003       | R   | R   | R   | R   |
| 188      | Protocol addicional al Conveni contra el dopatge | Varsòvia                 | 12.09.2002      | 01.04.2004       | R   | R   | R   | S   |
| 189      | Protocol addicional al Conveni sobre la cibercriminalitat, relatiu a la incriminació d'actes de naturalesa racista i xenòfoba comesos mitjançant sistemes informàtics                                                            | Estrasburg               | 28.01.2003      | 01.03.2006       | R   | R   | R   | S   |
| 190      | Protocol d'esmena al Conveni europeu per a la repressió del terrorisme | Estrasburg               | 15.05.2003      | - - -            | R   | R   | R   | R   |
| 191      | Protocol addicional al Conveni penal sobre la corrupció | Estrasburg               | 15.05.2003      | 01.02.2005       | R   | R   | R   | S   |
| 192      | Conveni sobre les relacions personals dels infants | Estrasburg               | 15.05.2003      | 01.09.2005       | -   | S   | -   | S   |
| 193      | Conveni europeu per a la protecció dels animals durant el transport internacional (revisat) | Chisinau                 | 06.11.2003      | 14.03.2006       | -   | -   | -   | S   |
| 194      | Protocol núm. 14 al Conveni europeu per a la salvaguarda dels drets humans i les llibertats fonamentals, d'esmena del sistema de control del Conveni                                                                             | Estrasburg               | 13.05.2004      | 01.06.2010       | R   | R   | R   | R   |
| 195      | Protocol addicional al Conveni per a la protecció dels drets humans i la dignitat de l'ésser humà pel que fa a les aplicacions de la biologia i la medicina, relatiu a la investigació biomèdica                                 | Estrasburg               | 25.01.2005      | 01.09.2007       | -   | -   | -   | S   |
| 196      | Conveni del Consell d'Europa per a la prevenció del terrorisme | Varsòvia                 | 16.05.2005      | 01.06.2007       | R   | R   | R   | R   |
| 197      | Conveni del Consell d'Europa sobre la lluita contra el tràfic d'éssers humans | Varsòvia                 | 16.05.2005      | 01.02.2008       | R   | R   | R   | R   |
| 198      | Conveni del Consell d'Europa relatiu al blanqueig, el seguiment, l'embargament i el comís dels productes del delicte i al finançament del terrorisme                                                                             | Varsòvia                 | 16.05.2005      | 01.05.2008       | -   | R   | R   | R   |
| 199      | Conveni marc del Consell d'Europa sobre el valor del patrimoni cultural per a la societat | Faro                     | 27.10.2005      | 01.06.2011       | -   | R   | -   | R   |
| 200      | Conveni del Consell d'Europa sobre la prevenció dels casos d'apatrídia en relació amb la successió d'estats | Estrasburg               | 19.05.2006      | 01.05.2009       | -   | -   | -   | -   |
| 201      | Conveni del Consell d'Europa sobre la protecció dels infants contra l'explotació i l'abús sexuals | Lanzarote                | 25.10.2007      | 01.07.2010       | R   | R   | R   | R   |
| 202      | Conveni europeu en matèria d'adopció d'infants (revisat) | Estrasburg               | 27.11.2008      | 01.09.2011       | -   | R   | -   | -   |
| 203      | Protocol addicional al Conveni sobre els drets humans i la biomedicina relatiu a les proves genètiques amb finalitats mèdiques                                                                                                   | Estrasburg               | 27.11.2008      | 01.07.2018       | -   | -   | S   | -   |
| 204      | Protocol addicional al Conveni per a la salvaguarda dels drets humans i les llibertats fonamentals | Estrasburg               | 27.11.2008      | 01.07.2018       | -   | -   | S   | -   |
| 205      | Conveni del Consell d'Europa sobre l'accés als documents públics | Tromsø                   | 18.06.2009      | - - -            | -   | -   | -   | -   |
| 206      | Protocol núm. 3 al Conveni marc europeu sobre la cooperació transfronterera entre comunitats o autoritats territorials sobre agrupacions de cooperació euroregional (ACE)                                                        | Utrecht                  | 16.11.2009      | 01.03.2013       | -   | -   | R   | -   |
| 207      | Protocol addicional a la Carta europea d'autonomia local sobre el dret a participar en els afers de les autoritats locals | Utrecht                  | 16.11.2009      | 01.06.2012       | -   | -   | R   | -   |
| 208      | Protocol d'esmena al Conveni sobre assistència administrativa mútua en matèria fiscal | París                    | 27.05.2010      | 01.06.2011       | R   | R   | R   | R   |
| 209      | Tercer protocol addicional al Conveni europeu d'extradició | Estrasburg               | 10.11.2010      | 01.05.2012       | -   | R   | S   | R   |
| 210      | Conveni del Consell d'Europa sobre prevenció i lluita contra la violència contra les dones i la violència domèstica | Istanbul                 | 11.05.2011      | 01.08.2014       | R   | R   | R   | R   |
| 211      | Conveni del Consell d'Europa sobre la falsificació de productes mèdics i delictes similars que impliquen amenaces per a la salut pública                                                                                         | Moscou                   | 28.10.2011      | 01.01.2016       | -   | R   | R   | S   |
| 212      | Quart protocol addicional al Conveni europeu d'extradició | Viena                    | 20.09.2012      | 01.06.2014       | -   | -   | S   | R   |
| 213      | Protocol núm. 15 d'esmena al Conveni per a la salvaguarda dels drets humans i les llibertats fonamentals | Estrasburg               | 24.06.2013      | - - -            | R   | R   | R   | S   |
| 214      | Protocol núm. 16 al Conveni per a la salvaguarda dels drets humans i les llibertats fonamentals | Estrasburg               | 02.10.2013      | 01.08.2018       | R   | -   | R   | S   |
| 215      | Conveni del Consell d'Europa sobre manipulació de competicions esportives | Magglingen               | 18.09.2014      | 01.09.2019       | -   | S   | S   | R   |
| 216      | Conveni del Consell d'Europa contra el tràfic d'òrgans humans | Santiago de Compostel·la | 25.03.2015      | 01.03.2018       | -   | S   | S   | S   |
| 217      | Protocol addicional al Conveni del Consell d'Europa per a la prevenció del terrorisme | Riga                     | 22.10.2015      | 01.07.2017       | S   | S   | R   | R   |
| 218      | Conveni del Consell d'Europa sobre un enfocament integrat de la protecció, la seguretat i el servei en els partits de futbol i altres esdeveniments esportius                                                                    | Saint-Denis              | 03.07.2016      | 01.11.2017       | -   | R   | R   | S   |
| 219      | Protocol d'esmena al Conveni europeu del paisatge | Estrasburg               | 01.08.2016      | - - -            | R   | R   | R   | R   |
| 220      | Conveni del Consell d'Europa sobre la coproducció cinematogràfica (revisat) | Rotterdam                | 30.01.2017      | 01.10.2017       | -   | S   | -   | S   |
| 221      | Conveni del Consell d'Europa sobre les infraccions que afecten els béns culturals | Nicòsia                  | 19.05.2017      | - - -            | -   | -   | -   | S   |
| 222      | Protocol d'esmena al protocol addicional al Conveni sobre el trasllat de persones condemnades | Estrasburg               | 22.11.2017      | - - -            | -   | -   | -   | S   |
| 223      | Protocol d'esmena al Conveni per a la protecció de les persones pel que fa al tractament automatitzat de les dades de caràcter personal                                                                                          | Estrasburg               | 10.10.2018      | - - -            | S   | S   | S   | S   |